# Adam Hieronim Parys
Adam Hieronim Parys herbu Prawdzic (ur. 1580, zm. 1678) – kasztelan czerski w 1637 roku, starosta czerski w latach 1629–1637, stolnik czerski w latach 1620–1625, surogator starostwa czerskiego w 1620 roku, dworzanin królewski, poseł, prepozyt kapituły krakowskiej.
Syn Hieronima (zm. 1605), wojewody mazowieckiego i Zofii Zielińskiej, córki Grzegorza (zm. 1595), kasztelana sochaczewskiego i wojewody płockiego. Brat Zygmunta (zm. 1653), kasztelana warszawskiego.
Poślubił córkę Andrzeja Górskiego herbu Nałęcz (zm. 1626), wojewody mazowieckiego. Z małżeństwa urodziło się trzech synów: Andrzej Hieronim (zm. 1652), starosta czerski i poseł; Feliks Zygmunt (zm. 1695), starosta czerski i kasztelan lubelski; Jan Wojciech, starosta nurski, kamieniecki i ostrowski.
Studiował w Ingolstadt w 1615 roku. Poseł sejmiku warszawskiego województwa mazowieckiego na sejm 1620 roku. Poseł na sejm 1625 roku, 1627 i 1631 roku. Poseł na sejm zwyczajny 1629 roku z ziemi czerskiej.
Poseł na sejm koronacyjny 1633 roku, sejm zwyczajny 1635 roku.
Dziedzic dóbr Pieczyska. Był elektorem Władysława IV Wazy z ziemi czerskiej w 1632 roku, podpisał jego pacta conventa jako deputat z ziemi czerskiej.
Po śmierci żony Katarzyny Górskiej w 1642 roku został proboszczem katedralnym krakowskim. W 1648 roku był elektorem Jana II Kazimierza Wazy z ziemi czerskiej. Przed śmiercią zapisał dobra Pieczyska kapitule Warszawskiej.
Zmarł w wieku 98 lat.